# Etiopská kuchyně

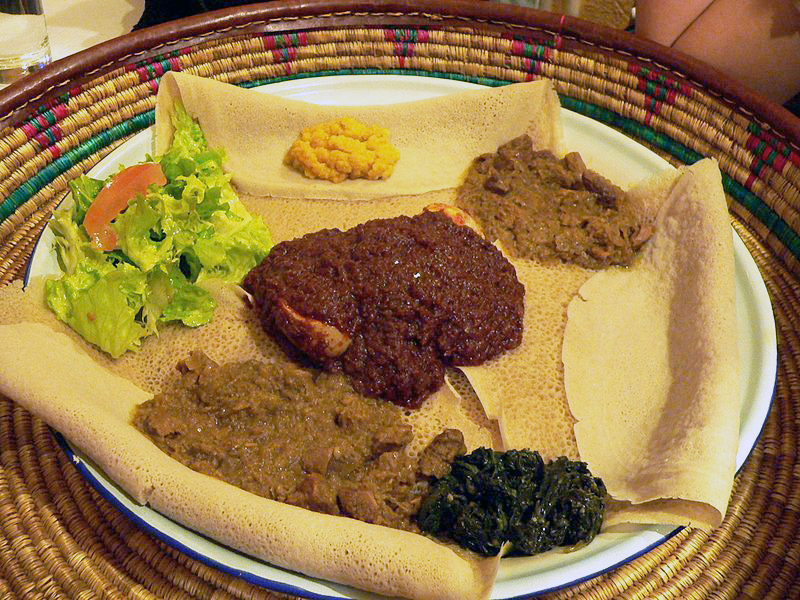
Indžera s několika druhy omáček wat

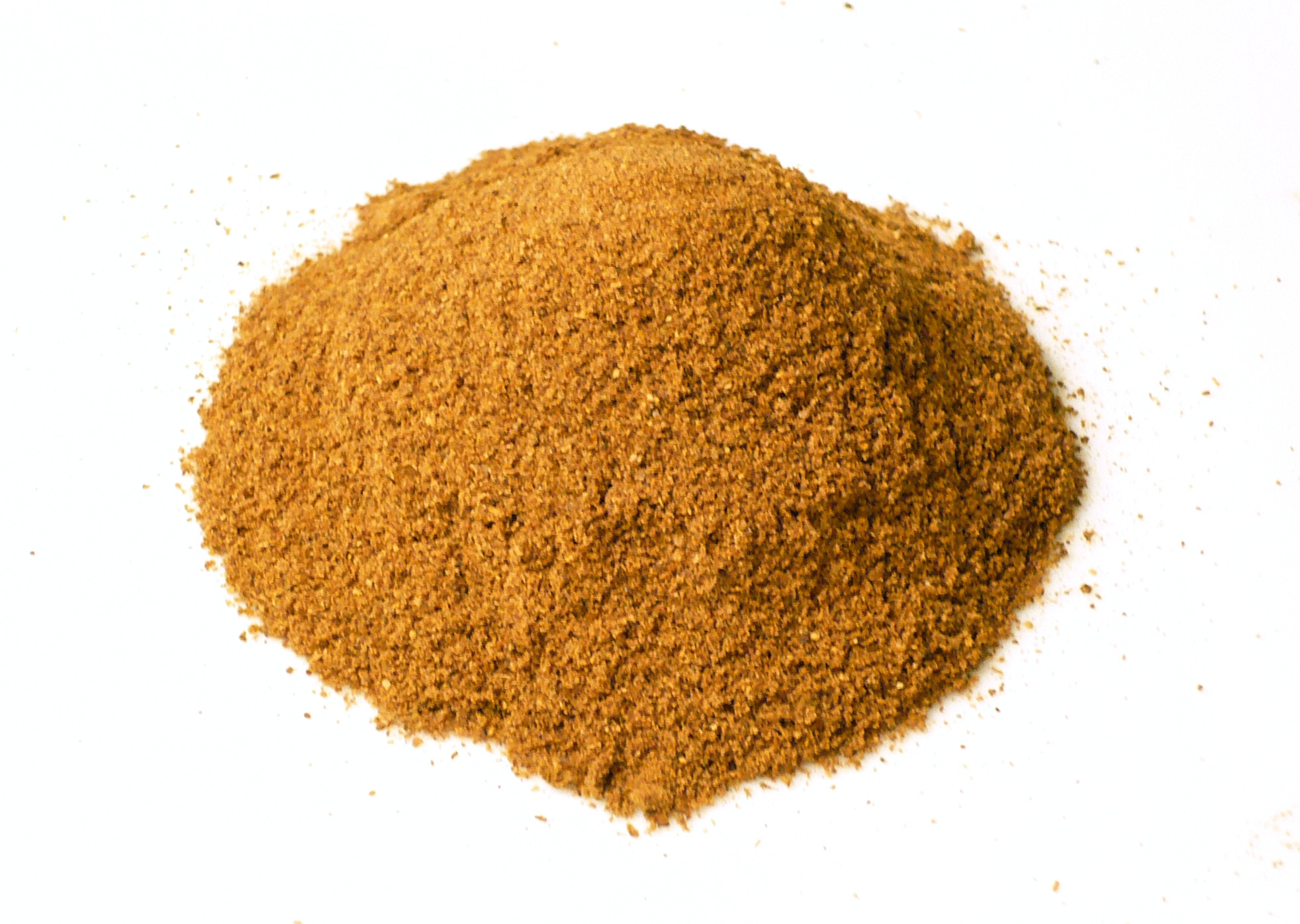
Berbere

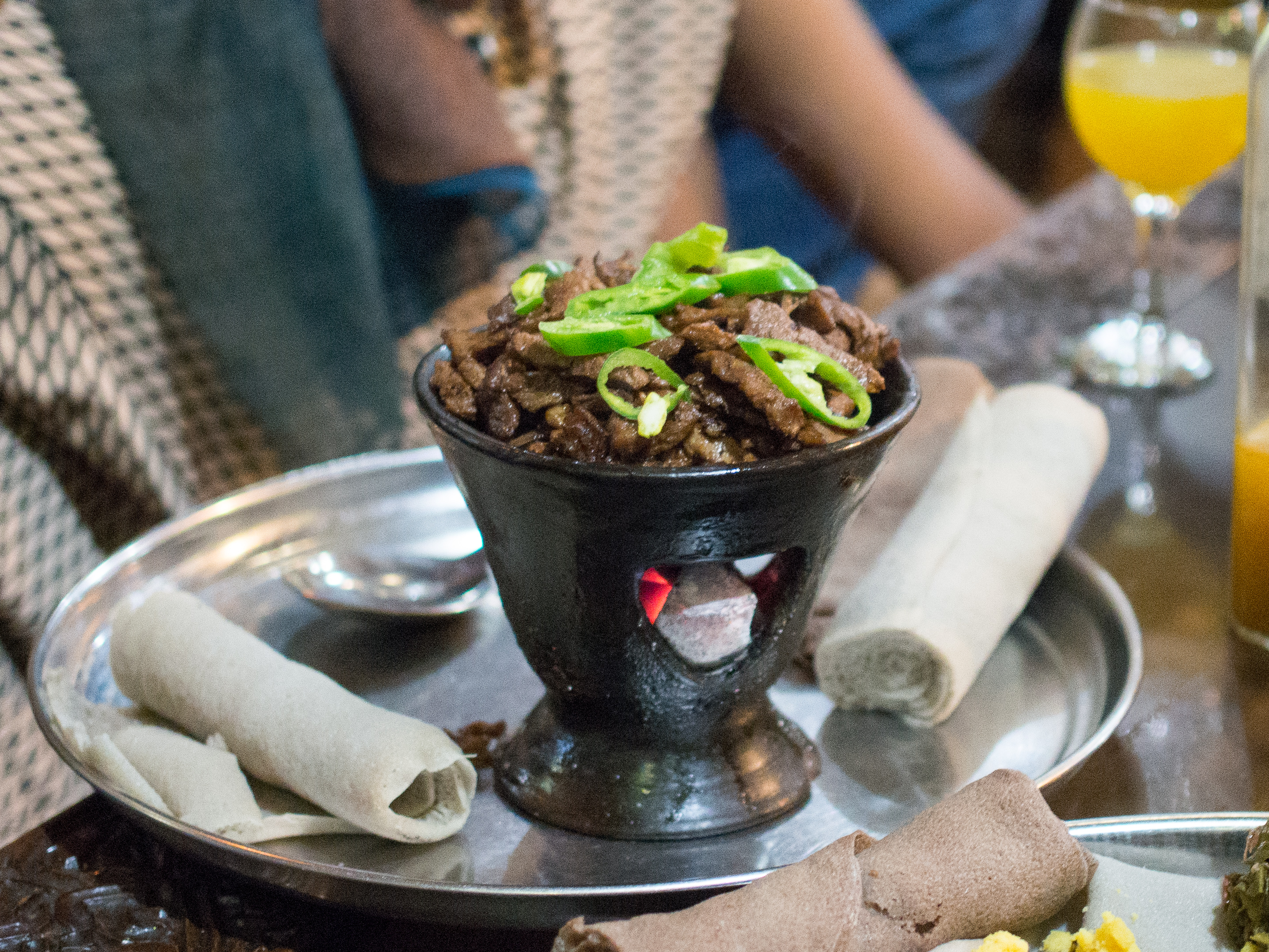
Tibs

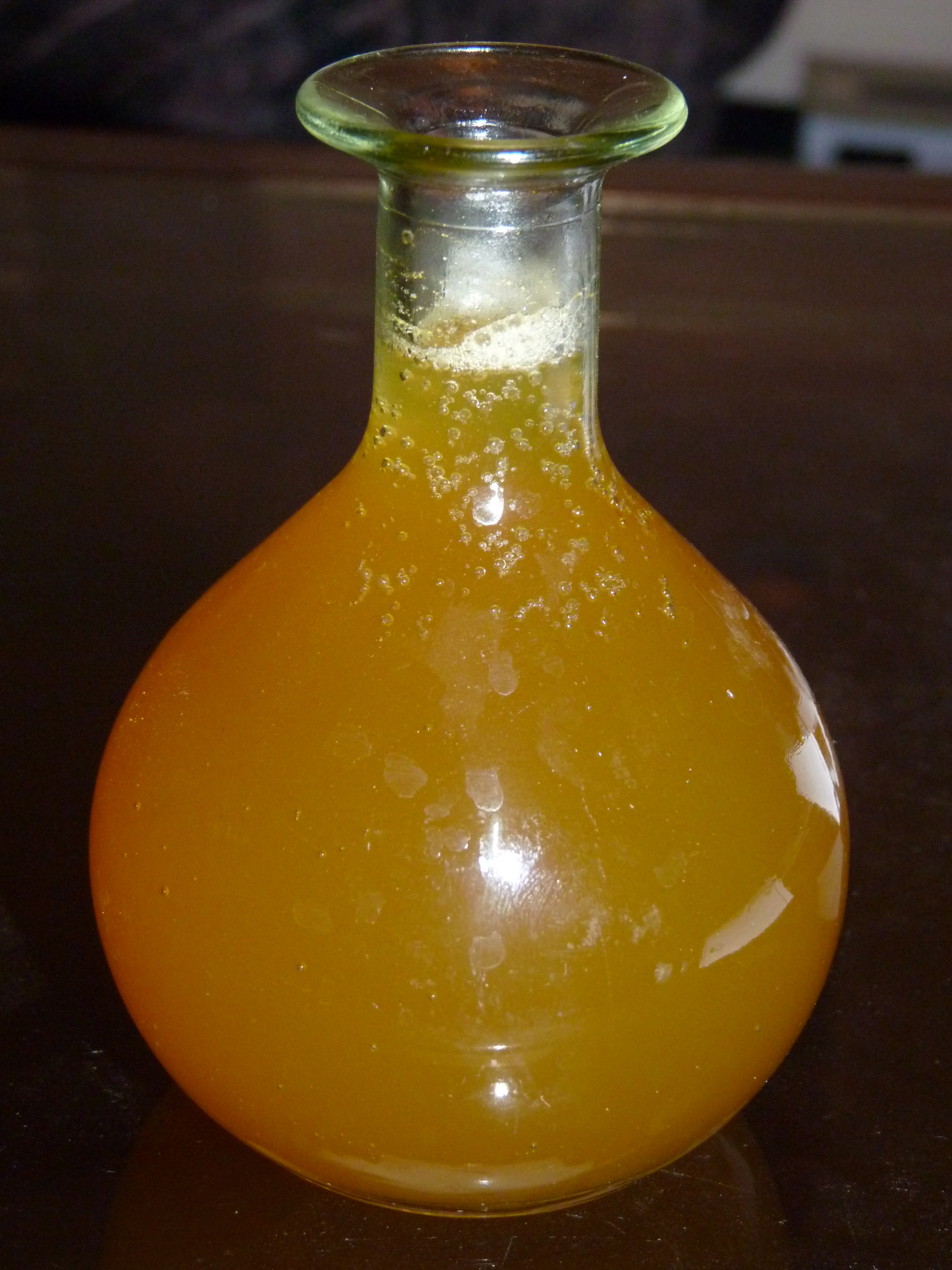
Tej (medové víno)

Etiopská kuchyně (amharsky: የኢትዮጵያ ምግብ) se od ostatních kuchyní Afriky i blízkého východu (hl. arabská kuchyně) poměrně liší, a to především kvůli izolaci Etiopie. Základním pokrmem je placka podobná palačince, zvaná indžera, ke které se podávají různé omáčky, zvané wat. Dále se používají různé luštěniny, zelenina, maso (hovězí nebo skopové). Díky krátké italské okupaci se v menší míře používají také těstoviny. V etiopské kuchyni existuje mnoho bezmasých jídel, protože příslušníci Etiopské ortodoxní církve drží během roku mnoho postních dní.

## Koření
Etiopská kuchyně využívá mnoho koření, jako hřebíček, zázvor, chilli nebo kardamon. Mezi tradiční etiopské kořenící směsi patří: pálivá směs berbere (obsahuje chilli papričky, česnek, zázvor, bazalku, černuchu, pískavici řecké seno aj.) a mitmita (obsahuje: mleté africké chilli papričky piri-piri, semena kardamomu, hřebíček a sůl).

## Příklady etiopských pokrmů
Příklady etiopských pokrmů:
- Indžera, tenká nakyslá placka podobná palačince, připravované z fermentované miličky habešské
- Wat, dušené omáčky podávané k indžeře, obvykle na základě červené cibule a niter kibbeh
- Niter kibbeh, přepuštěné kořeněné máslo
- Ayibe, etiopská verze sýru cottage
- Tibs, restované maso se zeleninou.
- Kita, bylinkový chléb
- Kitfo, syrové hovězí marinované ve směsi niter kibbeh a mitmitě
- Kolo, opečený ječmen

## Nápoje
Populární je káva, podle mnoha teorií je právě Etiopie zemí, odkud káva pochází. Populární jsou doma dělené alkoholické nápoje, z nichž nejsilnější je areke. Dalšími příklady takových nápojů jsou talla, obilné pivo nebo tej, medové víno. V Etiopii se ovšem nacházejí i pivovary připravující klasické pivo.
V malé míře je rozšířeno též vinařství, nejvíce v oblasti Velké příkopové propadliny. Většina exportu etiopského vína směřuje do Číny.

## Galerie

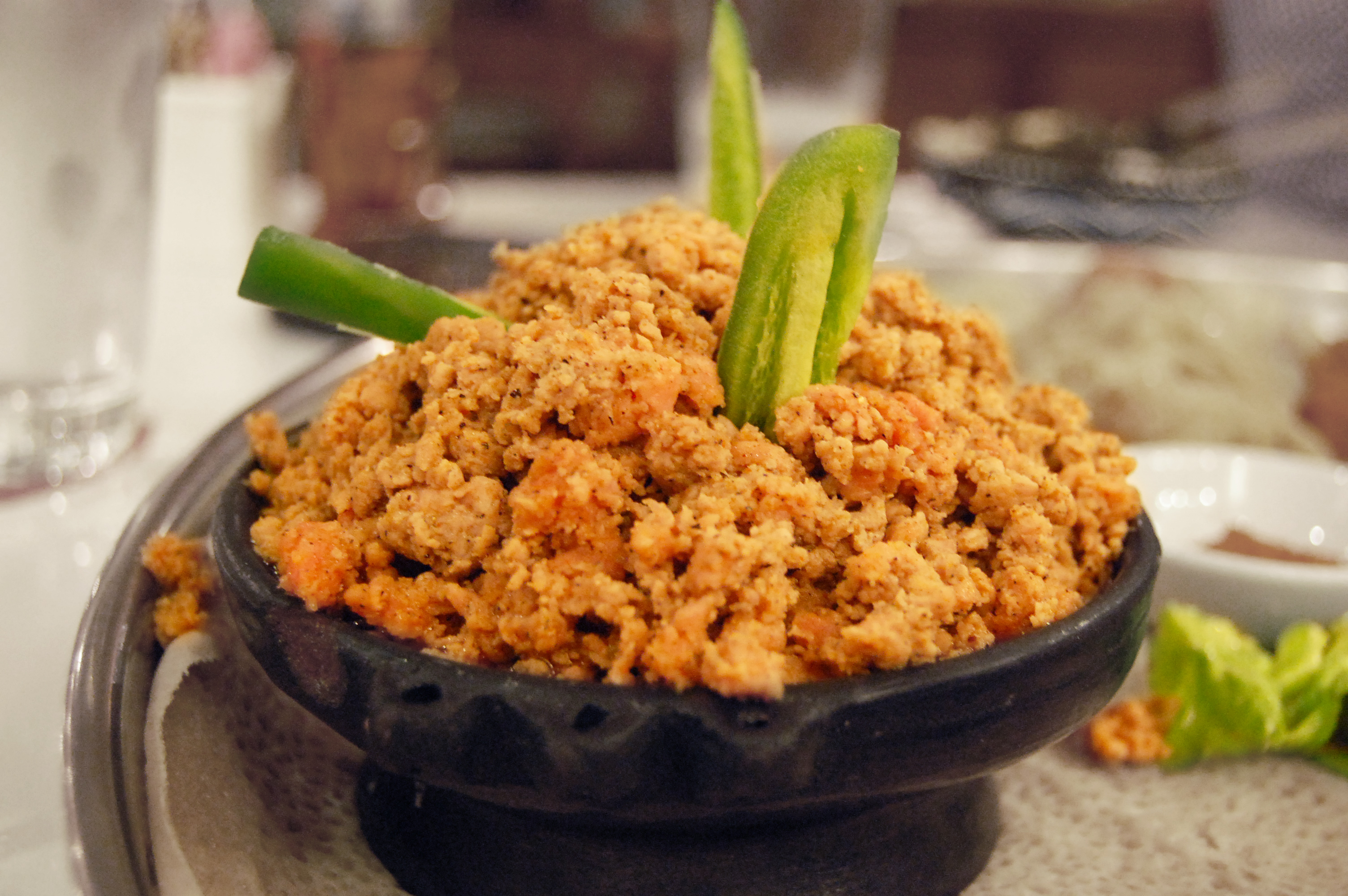
Kitfo
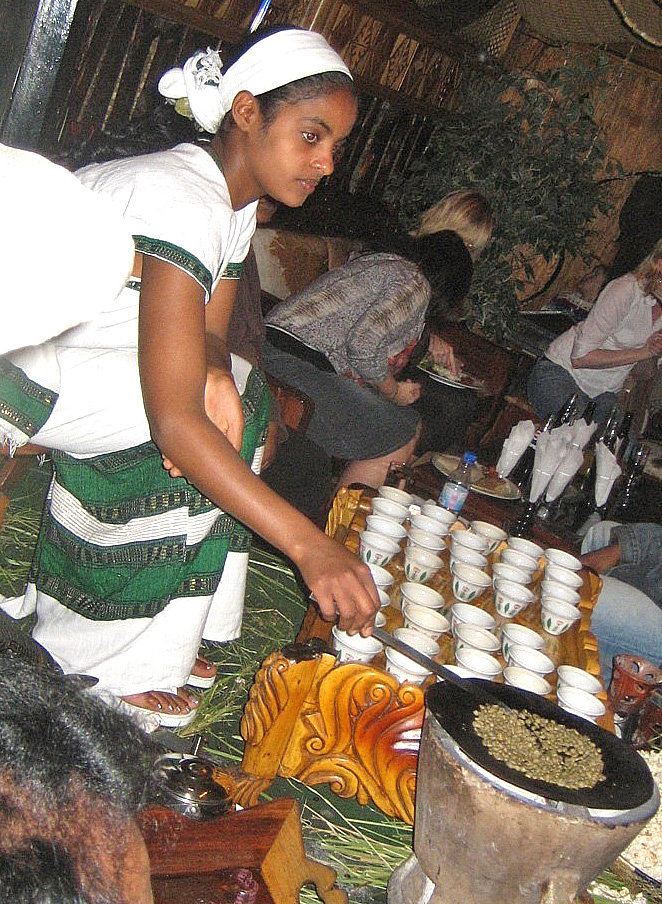
Příprava etiopské kávy
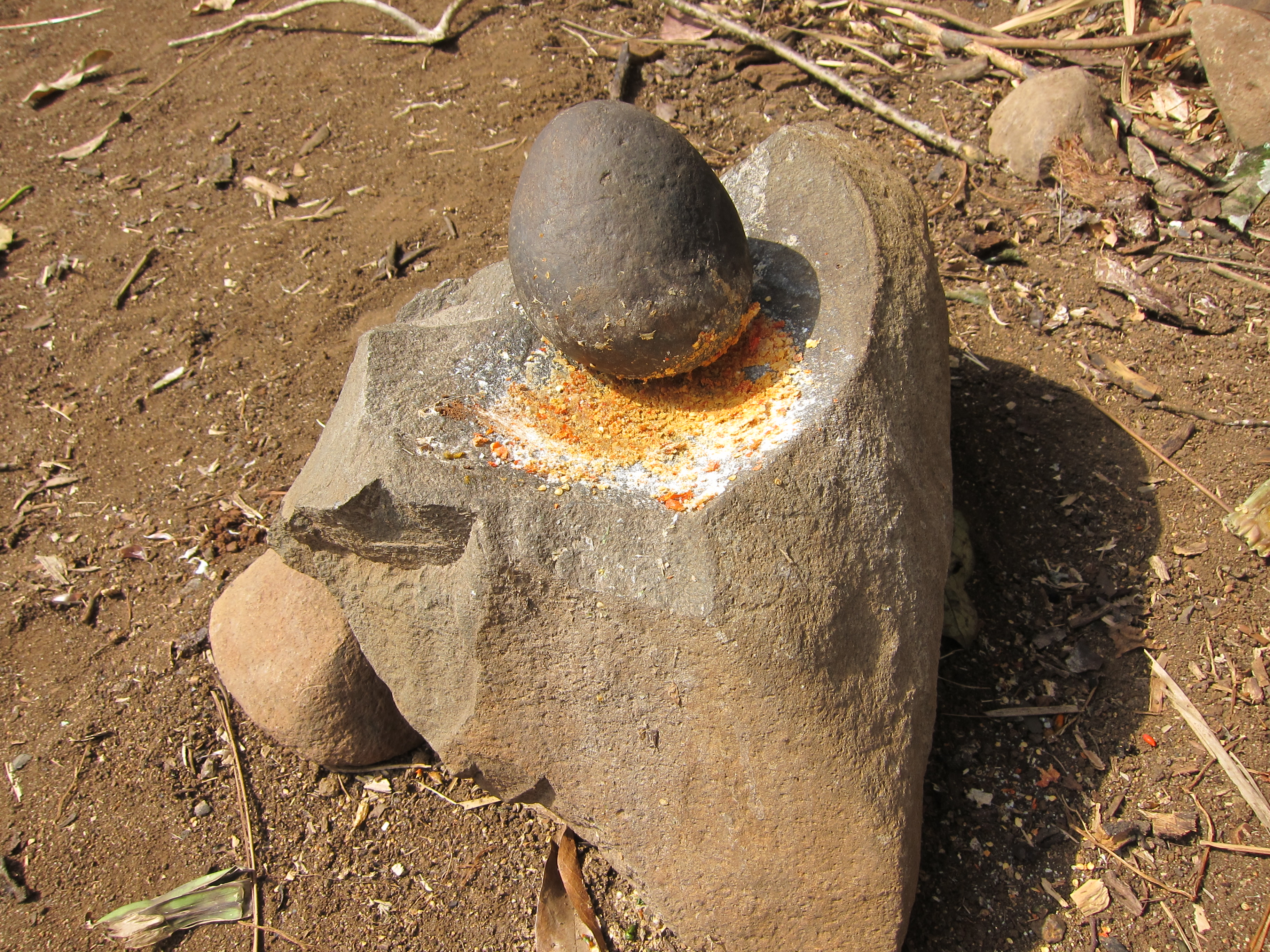
Příprava kořenící směsi mitmita
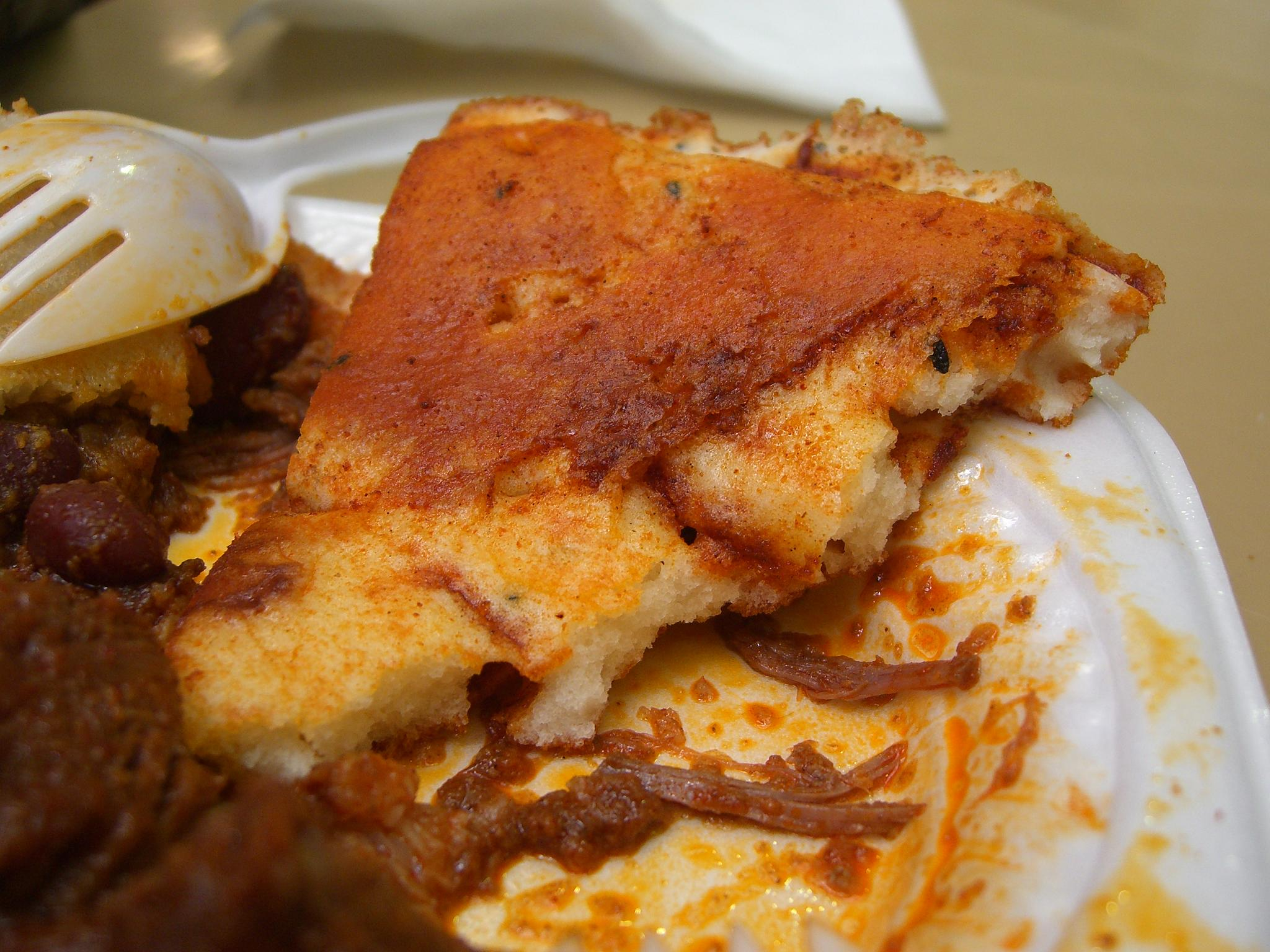
Kita
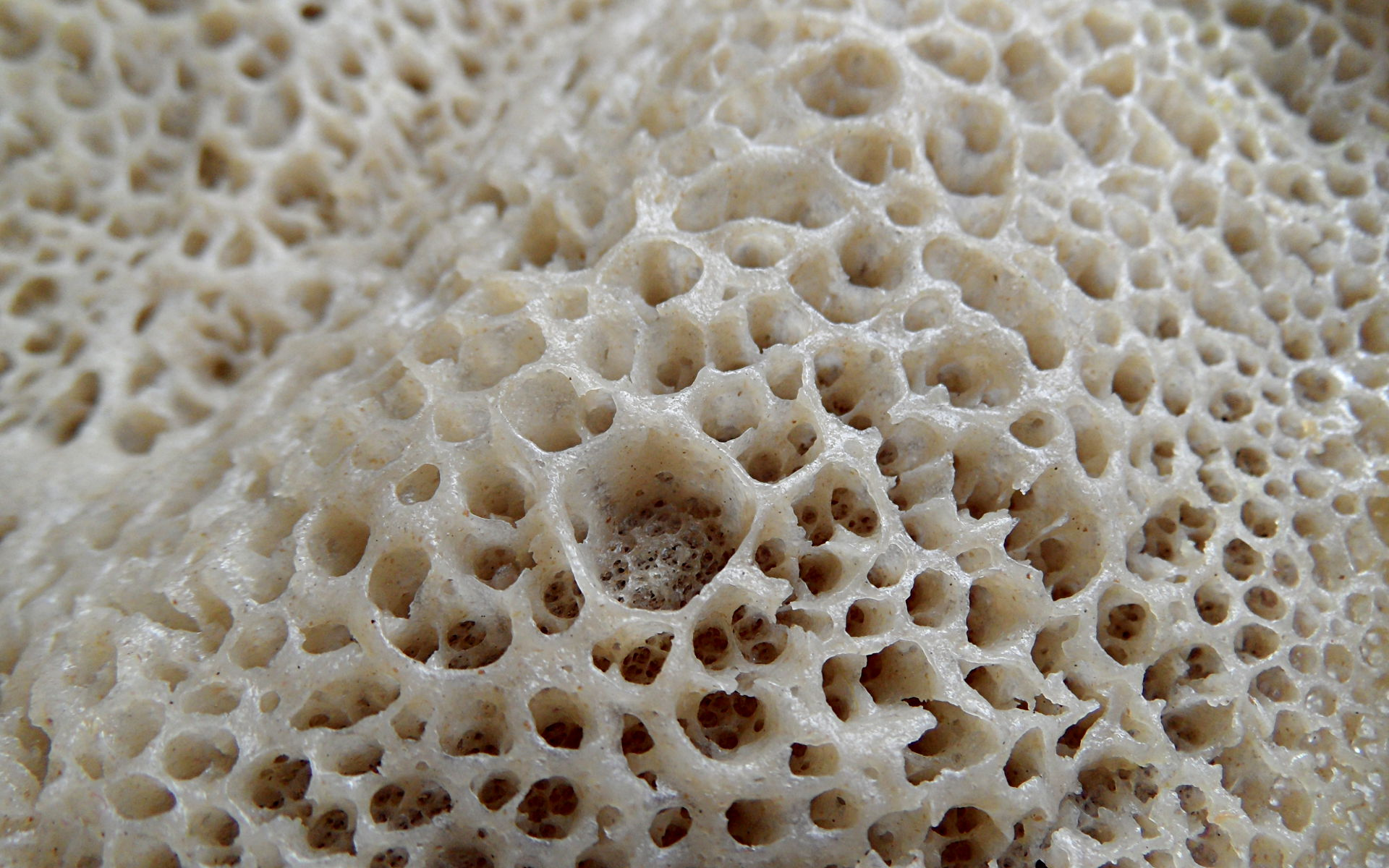
Textura indžery